# 达格列酮
达格列酮（INN：darglitazone；开发代号：CP 86325-2）是噻唑烷二酮类药物，也是PPAR-γ的激动剂（PPAR-γ是转录因子核受体超家族的孤儿成员）。它具有多种胰岛素增敏作用，例如改善血糖和血脂控制，并被辉瑞公司研究用于治疗2型糖尿病等代谢性疾病。
针对该药物的开发于1999年11月8日终止。

## 合成

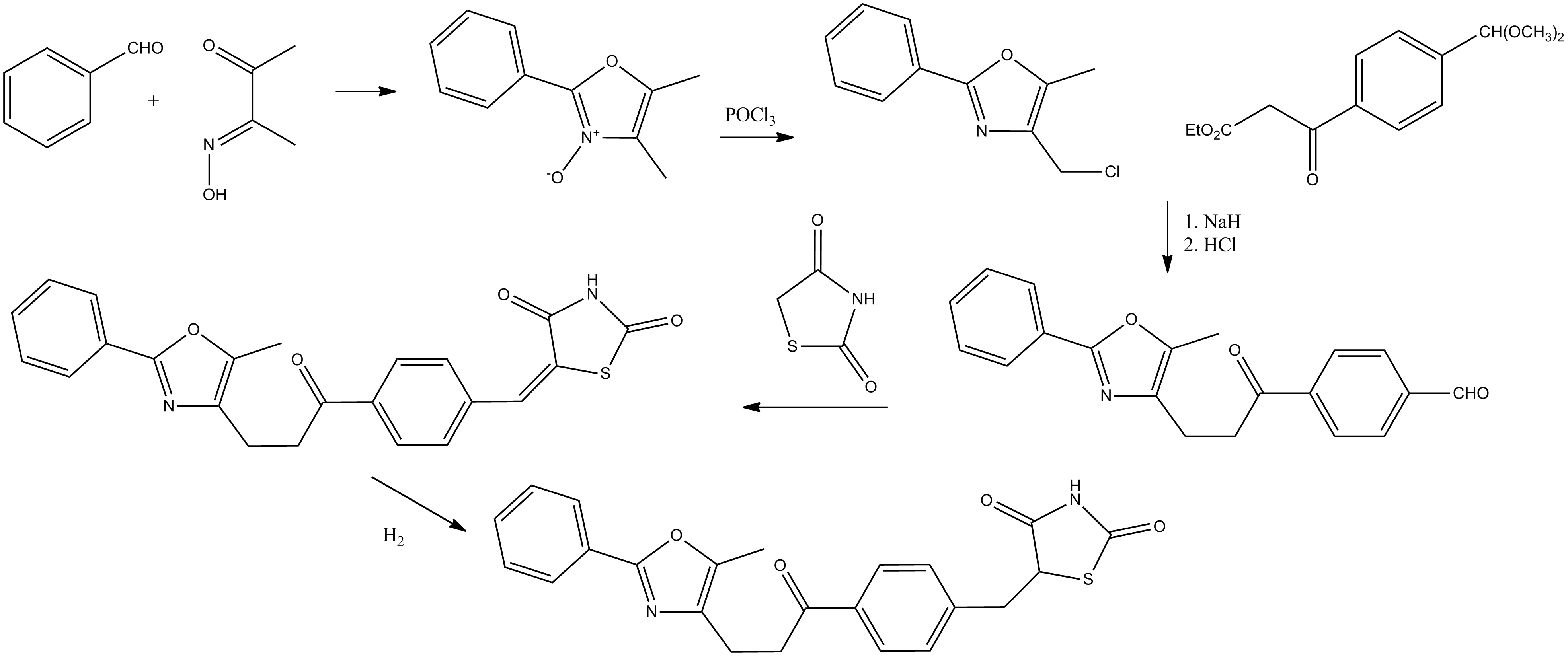
达格列酮合成